# Lnicznik siewny
Lnicznik siewny (Camelina sativa  (L.) Crantz) – gatunek rośliny z rodziny kapustowatych. Rośnie dziko w Azji i Europie. Zwyczajowe nazwy to także: lnianka, rydz (może powodować nieporozumienia wynikające ze skojarzenia tej rośliny z mleczajem rydzem), lennica, judra, rydzyk, ryżyk. Nazwa „rydz” pochodzi od brunatno-rdzawego zabarwienia nasion. Niegdyś uprawiany jako roślina oleista. We florze Polski jest archeofitem, niezbyt pospolicie występuje na całym niżu.

## Rozmieszczenie geograficzne
Lnicznik siewny wywodzi się najprawdopodobniej z Europy lub regionu eurosyberyjskiego. Obecnie dzięki działalności człowieka jest szeroko rozprzestrzeniony w całej Europie oraz na znacznych obszarach Azji aż po Japonię. Zawleczony został również do Afryki Północnej (Tunezja), Australii, Ameryki Północnej (USA, Kanada) i Ameryki Południowej (Argentyna, Urugwaj).

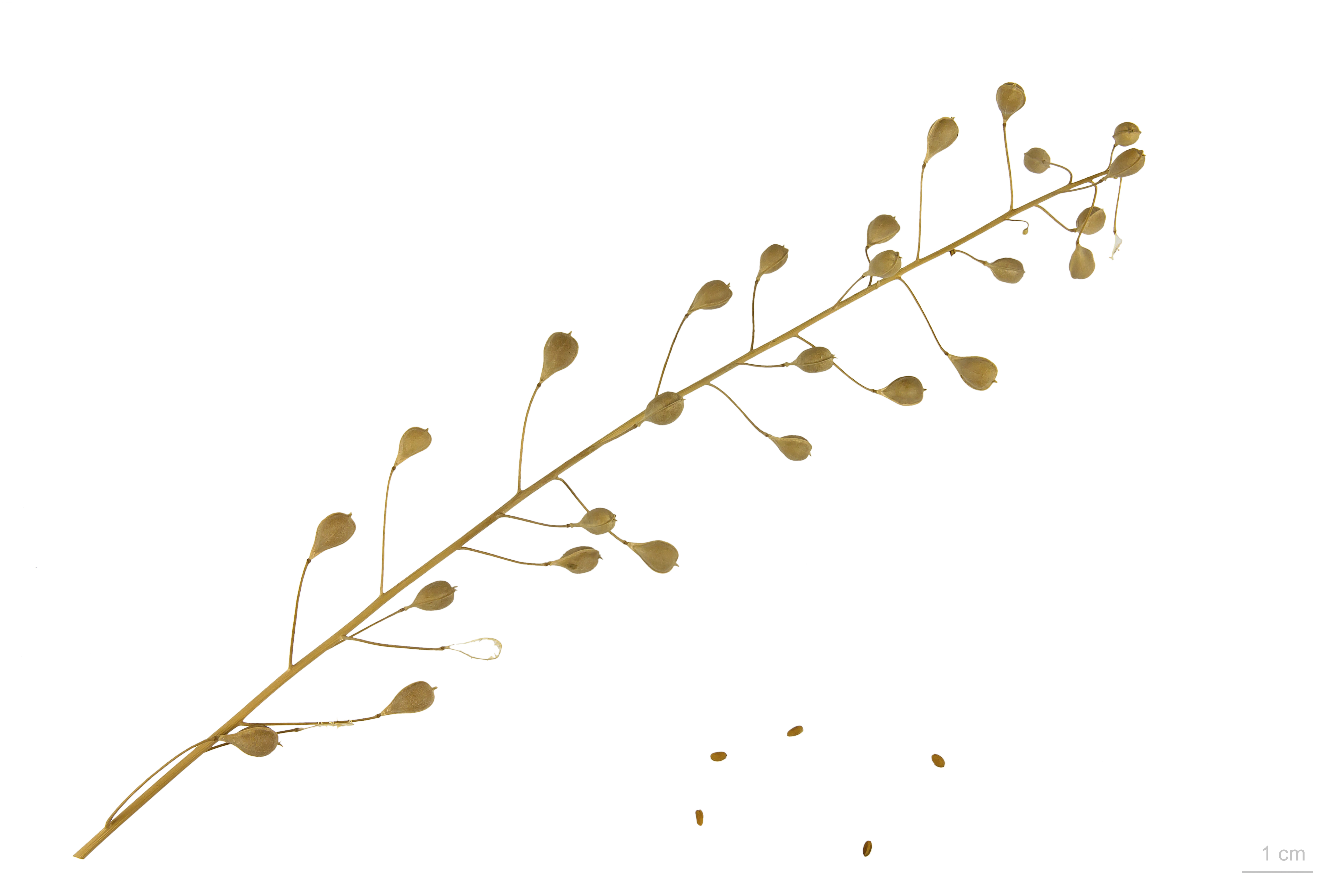
Owoce i nasiona

## Morfologia
PokrójRoślina naga lub owłosiona gwiazdkowatymi włoskami (co najwyżej z niewielką domieszką włosków prostych).
ŁodygaWzniesiona, prosta, cienka, o wysokości przeważnie 30–70 (100) cm, nierozgałęziająca się.
LiścieUlistnienie skrętoległe. Liście siedzące, zazwyczaj całobrzegie, czasami z rzadka i płytko ząbkowane.
KwiatyMają 4-działkowy kielich, 4-płatkową żółtawobiałą koronę, 6 pręcików i 1 słupek. Tworzą grono na szczycie pędu.
OwocWielonasienna spłaszczona łuszczynka szerokości 3,5–5,5 mm, o silnie wydętych klapach.

## Biologia i ekologia
Roślina jednoroczna, przeważnie jara. Siedliska ruderalne i pola uprawne (chwast).

## Zastosowanie
- Roślina uprawna. Badania archeologiczne wskazują, że była uprawiana w Europie już co najmniej 3000 lat temu. Ma wysoką zawartość wielonienasyconych kwasów tłuszczowych (35–45% to kwas α-linolenowy, a 15–20% – kwas linolowy).
- Z jej nasion otrzymuje się olej zwany olejem rydzowym lub niemieckim olejem sezamowym. Używa się go do wytwarzania mydła, do opału, czasami do celów spożywczych. Zaawansowane są badania nad wykorzystaniem oleju z lnicznika jako paliwa do silników spalinowych[8].
- Nasiona są dobrą paszą dla drobiu.
- Roślina lecznicza – przypisywane jest jej takie działanie jak: obniżanie poziomu cholesterolu LDL, przyspieszanie gojenia ran, odleżyn, oparzeń i owrzodzeń, niwelowanie objawów atopowego zapalenia skóry oraz łagodzenie wyprysków i dermatoz, zmniejszanie utraty wody przez naskórek oraz zwiększanie elastyczności skóry, przypisuje mu  się działanie ochronnie na wątrobę, serce, naczynia krwionośne, trzustkę, jelita i nerki, normalizowanie poziomu cukru we krwi, łagodzenie objawów artretyzmu i reumatyzmu oraz alergii. Także ze względu na wysoką zawartość tokoferoli skutecznie ma wymiatać wolne rodniki, opóźniając procesy starzenia tkanek[9].
- W przeszłości z nasion tłoczono olej rydzowy, wykorzystywany także do celów spożywczych. Ponieważ roślina ta ma bardzo małe wymagania glebowe, można było ją siać na glebach, na których nie udawała się inna uprawa. Zostało to utrwalone w powiedzeniu "lepszy rydz niż nic". W ubogim gospodarstwie, w którym brakować mogło tłuszczu zwierzęcego ("omasty"), zastąpić go można było stosunkowo łatwo dostępnym i tanim olejem roślinnym, np. właśnie rydzowym. Olej z nasion lnicznika zawiera wyjątkowo dużo kwasów tłuszczowych omega-3. Jest także bogaty w antyoksydanty, co przekłada się na długi okres ważności i odporność na jełczenie. Te względy powodują, że może on znaleźć szersze zastosowanie do celów spożywczych w przyszłości.

## Zagrożenia i ochrona
Gatunek umieszczony na polskiej czerwonej liście w kategorii VU (narażony).